# Wargemoulin-Hurlus
Wargemoulin-Hurlus – miejscowość i gmina we Francji, w regionie Grand Est, w departamencie Marna.
Według danych na rok 1990 gminę zamieszkiwało 48 osób, a gęstość zaludnienia wynosiła 3 osób/km².